# Víctor Carrillo
Víctor Carrillo (Lima, 1975. október 30. –) perui nemzetközi labdarúgó-játékvezető. Polgári foglalkozása grafikai tervező. Teljes neve Víctor Hugo Carrillo Casanova.

## Pályafutása

### Nemzeti játékvezetés
A játékvezetésből 1993-ban vizsgázott, 2008-ban lett a Peruvian Primera División játékvezetője.

#### Nemzeti kupamérkőzések
Vezetett Kupa-döntők száma: 2.

##### Központi-kupa
| Időpont            | Helyszín                           | Mérkőzés típusa | Mérkőzés                   | Eredmény | Nézők száma |
| ------------------ | ---------------------------------- | --------------- | -------------------------- | -------- | ----------- |
| 2009. december 13. | Monumental Stadion, Lima           | döntő           | Universitario–Alianza Lima | 1 : 0    | 40 029      |
| 1971. február 3.   | Alejandro Villanueva Stadion, Lima | döntő           | Alianza Lima–Juan Aurich   | 0 : 1    | 29 846      |

### Nemzetközi játékvezetés
A Perui labdarúgó-szövetség Játékvezető Bizottsága (JB) terjesztette fel nemzetközi játékvezetőnek, a Nemzetközi Labdarúgó-szövetség (FIFA) 2005-től tartotta nyilván bírói keretében. Több nemzetek közötti válogatott és klubmérkőzést vezetett. FIFA JB besorolás szerint elit kategóriás bíró.

#### Világbajnokság
Mexikó rendezte a 14., a 2011-es U17-es labdarúgó-világbajnokságot, ahol a FIFA JB játékvezetőként foglalkoztatta
| Időpont          | Helyszín                         | Mérkőzés típusa        | Mérkőzés               | Eredmény | Nézők száma |
| ---------------- | -------------------------------- | ---------------------- | ---------------------- | -------- | ----------- |
| 2011. június 21. | Universitario Stadion, Monterrey | selejtező (B. csoport) | Japán–Franciaország    | 1 : 1    | 4 827       |
| 2011. június 24. | Universitario Stadion, Monterrey | selejtező (A. csoport) | Mexikó–Hollandia       | 3 : 2    | 29 000      |
| 2011. június 29. | Corona Stadion, Torreón          | egyik nyolcaddöntő     | Üzbegisztán–Ausztrália | 4 : 0    | 8 340       |

---
Törökország rendezte a 19., a 2013-as U20-as labdarúgó-világbajnokságot, ahol a FIFA JB hivatalnoki feladattal bízta meg.
| Időpont          | Helyszín                   | Mérkőzés típusa        | Mérkőzés                 | Eredmény | Nézők száma |
| ---------------- | -------------------------- | ---------------------- | ------------------------ | -------- | ----------- |
| 2013. június 21. | Kadir Has Stadion, Kayseri | selejtező (B. csoport) | Nigéria–Portugália       | 2 – 3    |             |
| 2013. június 26. | Atatürk Stadion, Bursa     | selejtező (F. csoport) | Horvátország–Üzbegisztán | 1 – 1    | 3393        |

---
A világbajnoki döntőhöz vezető úton Dél-Afrikába a XIX., a 2010-es labdarúgó-világbajnokságra és Brazíliába a XX., a 2014-es labdarúgó-világbajnokságra a FIFA JB bíróként alkalmazta. Selejtező mérkőzéseket a CONMEBOL zónában vezetett.

##### 2010-es labdarúgó-világbajnokság

###### Selejtező mérkőzés
| Időpont             | Helyszín                               | Mérkőzés típusa | Mérkőzés           | Eredmény | Nézők száma |
| ------------------- | -------------------------------------- | --------------- | ------------------ | -------- | ----------- |
| 2009. szeptember 5. | Defensores del Chaco Stadion, Asunción | 15. forduló     | Paraguay–Bolívia   | 1 : 0    | 25 094      |
| 2009. október 14.   | Morenão Stadion, Campo Grande          | 18. forduló     | Brazília–Venezuela | 0 : 0    | 23 746      |

##### 2014-es labdarúgó-világbajnokság
2012-ben a FIFA JB bejelentette, hogy a brazil labdarúgó-világbajnokság lehetséges játékvezetőinek átmeneti listájára jelölte. A kiválasztottak mindegyike részt vett több szakmai szemináriumon. A FIFA JB 25 bírót és segítőiket, valamint kilenc tartalék bírót és melléjük egy-egy asszisztenst nevezett meg. A végleges listát különböző technikai, fizikai, pszichológiai és egészségügyi tesztek teljesítése, valamint  különböző erősségű összecsapásokon mutatott teljesítmények alapján állították össze. Tartalék játékvezetőnek jelölték.

###### Selejtező mérkőzés
| Időpont              | Helyszín                                                  | Mérkőzés típusa | Mérkőzés            | Eredmény | Nézők száma |
| -------------------- | --------------------------------------------------------- | --------------- | ------------------- | -------- | ----------- |
| 2011. október 7.     | Központi Stadion, Montevideo                              | 1. forduló      | Uruguay–Bolívia     | 4 : 2    | 25 500      |
| 2012. szeptember 11. | Monumental David Arellano Stadion, Santiago               | 8. forduló      | Chile–Kolumbia      | 1 : 3    | 38 000      |
| 2013. március 22.    | Monumental Antonio Vespucio Liberti Stadion, Buenos Aires | 11. forduló     | Argentína–Venezuela | 3 – 0    | 40 000      |
| 2013. szeptember 6.  | Defensores del Chaco Stadion, Asunción                    | 15. forduló     | Paraguay–Bolívia    | 4 – 0    | 20 000      |
| 2013. október 11.    | Polideportivo de Pueblo Nuevo Stadion, San Cristóbal      | 17. forduló     | Venezuela–Paraguay  | 1 – 1    | 27 277      |

#### Nemzetközi kupamérkőzések
Vezetett Kupa-döntők száma: -

##### FIFA-klubvilágbajnokság
| Időpont            | Helyszín                      | Mérkőzés típusa   | Mérkőzés                                     | Eredmény | Nézők száma |
| ------------------ | ----------------------------- | ----------------- | -------------------------------------------- | -------- | ----------- |
| 2010. december 11. | Zajed Sejk Stadion, Abu-Dzabi | egyik negyeddöntő | Al-Wahda (CAF)–Seongnam Ilhwa Chunma (japán) | 1 : 4    | 30 625      |